# Кубинское песо
Кубинское песо (ISO 4217 код: CUP исп. peso cubano) — валюта, находящаяся в официальном обращении на Кубе. Состоит из 100 сентаво.
Вторым видом валюты в 1994—2021 годах являлось кубинское конвертируемое песо (CUC), отличавшееся наличием надписи «convertible». Конвертируемое песо использовались в основном в туристической отрасли, а также в «долларовых магазинах».

## История
До 1857 года на Кубе действовали испанский и испанский колониальный реалы. С 1857 года на Кубе стали выпускаться банкноты для обращения только на острове. Они были номинированы в песо, 1 песо = 8 реалов. С 1869 года также были выпущены банкноты, номинированные в сентаво, 100 сентаво = 1 песо. В 1881 году песо был привязан к американскому доллару в равенстве. Валюта по-прежнему имела только банкноты вплоть до 1915 года, когда были выпущены первые монеты.
В 1960 году валюта была отвязана от доллара, который сменил советский рубль. Песо потерял конвертируемость из-за введения санкций США, приостановивших закупки сахара. Последнее стало главной причиной переключения Кубы на нового экономического партнёра — СССР. После распада СССР в 1991 году, песо снова сильно потерял в стоимости, и обменный курс упал до 125 песо за доллар. В последнее время курс поднялся и сейчас составляет примерно 25 песо за доллар.
В 1993 году во время строгой экономии американский доллар был допущен на рынок страны. Он использовался для покупки второстепенных товаров и услуг, например, косметики, и даже некоторых продуктов. В 1994 году было введено конвертируемое песо, с соотношением 1 к 1 с долларом США. 8 ноября 2004 кубинское правительство изъяло доллары из обращения в ответ на новые санкции со стороны США. В 2005 году курс конвертируемого песо был поднят до 1,08 доллара США, но 14 марта 2011 года вернулся на прежний уровень.

## Монеты

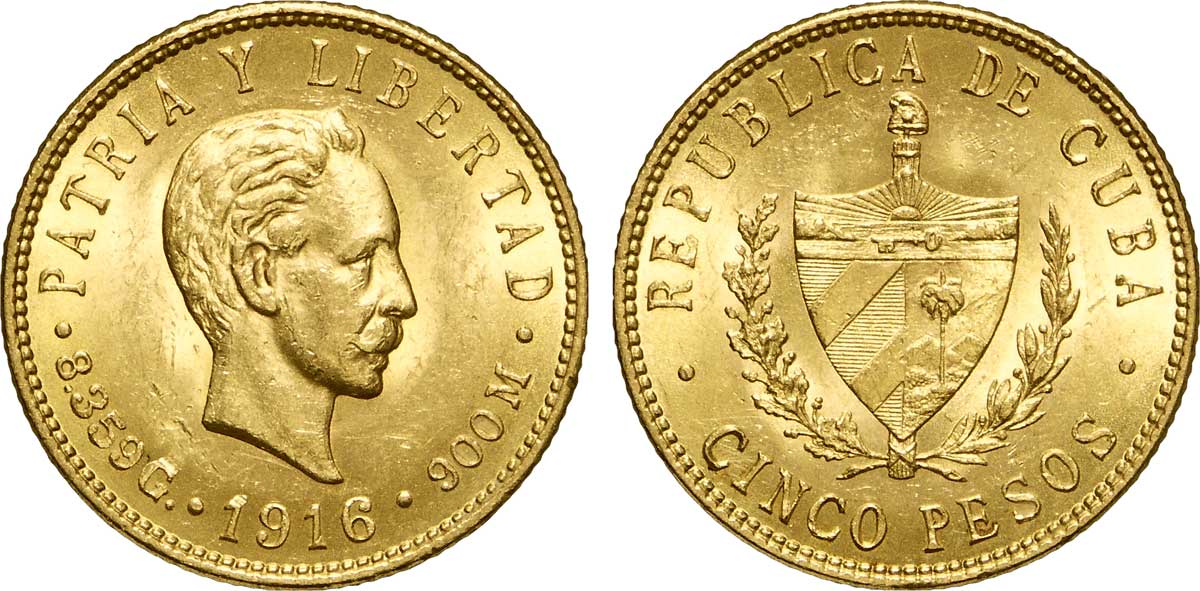
Золотая монета номиналом 5 песо с изображением Хосе Марти (1916)

В 1915 году были выпущены монеты — медно-никелевые в 1, 2 и 5 сентаво, серебряные в 10, 20 и 40 сентаво и 1 песо, а также золотые в 1, 2, 4, 5, 10 и 20 песо. Их дизайн был создан Чарльзом Барбером, создавшим также монеты в четверть и половину доллара для США. Монеты чеканились в США в Филадельфии. Золотые монеты и монеты в 2 сентаво не производились после 1916 года, а производство серебряного 1 песо было прекращено в 1934 году. Латунные монеты в 1 и 5 сентаво были выпущены в 1943. В 1953 были выпущены серебряные монеты номиналом в 25, 50 сентаво и 1 песо, посвященные 100-летию Хосе Марти. Это были последние серебряные монеты в обращении. Последними произведенными в США монетами были 5 сентаво 1961 года.
В 1962 году были выпущены медно-никелевые монеты в 20 и 40 сентаво, затем в 1963 — алюминиевые 1 и 5 сентаво. В 1969 были введены алюминиевые 20 сентаво, а затем 2 сентаво и латунные 1 песо в 1983. Медно-никелевые монеты в 3 песо были представлены в 1990, а в 1992 — монеты в 1 и 3 песо. Монеты в 40 сентаво были изъяты из обращения в июле 2004. Сейчас хождение имеют монеты в 1, 2, 5 и 20 сентаво, а также в 1 и 3 песо.

### Памятные монеты
Кроме того, выпускаются различные памятные монеты достоинством 50 сентаво, 1 песо и выше, с изображением кубинских национальных деятелей или представителей животного мира Кубы, являющиеся популярным кубинским сувениром. В 1997 году была выпущена серия медно-никелевых монет в 1 песо с изображением растений — представителей флоры Карибского бассейна. В 2001 году традиция флористики на монетах была продолжена — выпущена серия медно-никелевых монет достоинством в 1 песо с изображением растений кубинской флоры.

Реверс кубинской медно-никелевой монеты 1989 года с изображением национальной героини Кубы Тани Геррильеры
Реверс кубинской медно-никелевой монеты 1994 года, розовый фламинго из серии «Фауна Карибов»
Реверс кубинской медно-никелевой монеты 1997 года, тёрнера ильмолистная из серии «Флора Карибов»
Реверс кубинской медно-никелевой монеты 2001 года, розовая орхидея из серии «Флора Кубы»
Реверс кубинской медно-никелевой монеты 2001 года, белая орхидея из серии «Флора Кубы»
Реверс кубинской медно-никелевой монеты 2001 года, жёлтая орхидея из серии «Флора Кубы»

## Конвертируемое песо
С 1981 по 1989 год Национальный Институт туризма выпускал «гостевые монеты» для использования туристами (с надписью «Интур»).
В 1981 году были выпущены монеты из медно-никелевого сплава в 5, 10, 25 и 50 сентаво и 1 песо, а в 1988 — те же номиналы, кроме песо, но из алюминия.
Эти монеты были деноминированы и в 1994 году заменены на конвертируемые монеты, выпущенные в Канаде: монеты в 1, 5, 10, 25 и 50 сентаво, а также 1 песо. В 1999 году была введена в обращение монета в 5 конвертируемых песо. На монетах конвертируемых песо и сентаво изображены основные туристические достопримечательности Кубы (Площадь Революции на 1 сентаво, Тринидад на 25 сентаво, Кафедральный собор в Гаване на 50 сентаво, индейская деревня Гуама на 1 песо).
На банкнотах конвертируемого песо изображены здания и памятники (в отличие от «обычного» песо, где изображены портреты).
В 2021 году обращение конвертируемого песо было прекращено.

## Банкноты

Герб Кубы на трёх конвертируемых песо (1994)

В 1857 году «Испанский Банк Гаваны» выпустил банкноты в 50, 100, 300, 500 и 1000 песо. Банкноты в 25 песо были выпущены в 1867, а в 1869 — в 5 и 10 песо. Во время Десятилетней войны были выпущены банкноты с именем Республики Куба номиналом в 50 сентаво, 1, 5, 10, 50, 500 и 1000 песо.
В 1872 году «Испанский банк Гаваны» выпустил банкноты в 5, 10, 25 и 50 сентаво и 1 и 3 песо. В 1891 году Казначейство выпустило 5, 10, 20, 50, 100 и 200 песо. В 1896 банк сменил имя на «Испанский Банк Острова Куба» и выпустил банкноты в 5 и 50 сентаво, 1, 5, 10, 50, 100, 500 и 1000 песо, а в 1897 — 10 и 20 сентаво.
В 1905 году «Национальный Банк Кубы» выпустил банкноты в 1, 2, 5 и 10 песо. В 1934 Правительство представило серебряные сертификаты номинированные в 1, 5, 10, 20 и 50 песо, затем в 1936 в 100 песо, а в 1944—500 и 1000 песо.
В 1949 банк вернулся к выпуску бумажных денег, выпустив банкноты в 1, 5, 10 и 20 песо, а в 1950 — 50, 100, 500, 1000 и 10 000 песо. Банкноты номиналом выше 100 песо затем длительное время не выпускались.
После победы революции банкноты в 500 и 1000 песо были изъяты из обращения. В августе 1961 года была проведена денежная реформа, ранее обращавшиеся банкноты заменены новыми, напечатанными в Чехословакии. Обмен производился в соотношении 1:1, обменивались суммы в пределах 200 песо на семью, остальные суммы в пределах 10 000 песо зачислялись на специальные счета в Национальном банке Кубы.
В 1983 году были выпущены банкноты в 3 песо.
В 1997 году начат выпуск банкнот Центрального банка Кубы, которыми постепенно заменялись банкноты Национального банка. В 2000 году была выпущена памятная банкнота в 100 песо, а в 2003 году — памятные банкноты в 1 и 20 песо. В настоящее время в обращении находятся банкноты в 1, 3, 5, 10, 20, 50, 100, 200, 500 и 1000 песо.
Кубинская валюта не имеет хождения за пределами страны. Песо используется туристами только для покупки обычных товаров. Местные жители получают свою зарплату в основном обычными песо и оплачивают свои ежедневные траты ими. Для обменных операций установлен курс 1 CUP = 1 CUC. Однако на практике обменный курс устанавливается банками и пунктами обмена. С 18 марта 2005 он составляет 1:24 при обмене CUC на CUP и 25:1 при обратном обмене. Конвертируемый песо составляет примерно $1.08 американских долларов и используется для покупки дорогих товаров. Все остальные обменные курсы устанавливаются в сравнении с CUC.

### Выпуск 1905 года
Одной из важных мер введенных недолговечной Первой республикой было создание Национального Банка (Banco National de Cuba). Недатированные банкноты, гравированные и отпечатанные American Bank Note Company в 1905 году, никогда не были выпущены в обращение по причине революции, которая разразилась в 1906 году и привела к возобновлению власти американской администрации.
| Серия 1905 года | Серия 1905 года   | Серия 1905 года | Серия 1905 года      | Серия 1905 года | Серия 1905 года       | Серия 1905 года               | Серия 1905 года |
| Изображения     | Изображения       | Номинал (песо)  | Размеры (мм)         | Основные цвета  | Описание              | Описание                      | Год введения    |
| Лицевая сторона | Оборотная сторона | Номинал (песо)  | Размеры (мм)         | Основные цвета  | Лицевая сторона       | Оборотная сторона             | Год введения    |
| --------------- | ----------------- | --------------- | -------------------- | --------------- | --------------------- | ----------------------------- | --------------- |
|                 |                   | 1               |                      | серый           | Доминго Мендес Капоте | Замок Морро, Сантьяго-де-Куба | 1905            |
|                 |                   | 2               | Максимо Гомес        | серый           |                       | Замок Морро, Сантьяго-де-Куба | 1905            |
|                 |                   | 5               | Хуан Монтес          | серый           |                       | Замок Морро, Сантьяго-де-Куба | 1905            |
|                 |                   | 10              | Томас Эстрада Пальма | серый           |                       | Замок Морро, Сантьяго-де-Куба | 1905            |

### Серебряные сертификаты 1934—1949 годов
В течение всего периода правления Батисты предпринимались попытки заменить в обращении американский доллар, закончившиеся выпущенными кубинским правительством серебряных сертификатов (Certificados de Plata), введенных в денежный оборот в конце 1934 года. Эти банкноты, имеющие год выпуска, с номиналами вплоть до 20 песо выпускались в 1934, 1936, 1938, 1943, 1945 и 1948 годах. Банкноты с номиналами в 1 и 5 песо также выпускались в 1949 году. Банкнота достоинством в 50 песо выпускалась менее часто вплоть до 1948 года, а 100 песо введены в 1936 году. Банкноты изготавливались Бюро Гравирования и Печати в Вашингтоне. Все банкноты, введенные в 1934 году, имели национальный герб в виде щита на оборотной стороне, и портрет, обрамленный лавровым венком, на лицевой стороне.
| Серебряные сертификаты 1934—1949 годов | Серебряные сертификаты 1934—1949 годов | Серебряные сертификаты 1934—1949 годов | Серебряные сертификаты 1934—1949 годов | Серебряные сертификаты 1934—1949 годов | Серебряные сертификаты 1934—1949 годов | Серебряные сертификаты 1934—1949 годов | Серебряные сертификаты 1934—1949 годов |
| Изображения                            | Изображения                            | Номинал (песо)                         | Размеры (мм)                           | Основные цвета                         | Описание                               | Описание                               | Год введения                           |
| Лицевая сторона                        | Оборотная сторона                      | Номинал (песо)                         | Размеры (мм)                           | Основные цвета                         | Лицевая сторона                        | Оборотная сторона                      | Год введения                           |
| -------------------------------------- | -------------------------------------- | -------------------------------------- | -------------------------------------- | -------------------------------------- | -------------------------------------- | -------------------------------------- | -------------------------------------- |
|                                        |                                        | 1                                      |                                        | синий                                  | Хосе Марти                             | Герб Кубы                              | 1934                                   |
|                                        |                                        | 5                                      | красный                                | Максимо Гомес                          |                                        | Герб Кубы                              | 1934                                   |
|                                        |                                        | 10                                     | коричневый                             | Карлос Мануэль де Сеспедес             | 1936                                   | Герб Кубы                              |                                        |
|                                        |                                        | 20                                     | зелёный                                | Антонио Масео                          | 1934                                   | Герб Кубы                              |                                        |
|                                        |                                        | 50                                     | оранжевый                              | Каликсто Гарсиа-и-Иньигес              | 1938                                   | Герб Кубы                              |                                        |
|                                        |                                        | 100                                    | фиолетовый                             | Франсиско Висенте Агилера              | 1938                                   | Герб Кубы                              |                                        |
|                                        |                                        | 500                                    | красный                                | Сальвадор Сиснерос Бетанкур            | 1944                                   | Герб Кубы                              |                                        |
|                                        |                                        | 1000                                   | зелёный                                | Томас Эстрада Пальма                   | 1944                                   | Герб Кубы                              |                                        |

### Выпуск 1949—1960 годов
Банкноты Национального Банка Кубы (Banco National de Cuba), выпущенные в начале функционирования этого национального учреждения в 1949 году, гравировались и печатались компанией American Bank Note в однотипном дизайне, с национальным гербом на обороте и портретом исторического лица в центре лицевой стороны.
| Серия 1949—1960 годов | Серия 1949—1960 годов | Серия 1949—1960 годов | Серия 1949—1960 годов | Серия 1949—1960 годов | Серия 1949—1960 годов       | Серия 1949—1960 годов                  | Серия 1949—1960 годов |
| Изображения           | Изображения           | Номинал (песо)        | Размеры (мм)          | Основные цвета        | Описание                    | Описание                               | Год введения          |
| Лицевая сторона       | Оборотная сторона     | Номинал (песо)        | Размеры (мм)          | Основные цвета        | Лицевая сторона             | Оборотная сторона                      | Год введения          |
| --------------------- | --------------------- | --------------------- | --------------------- | --------------------- | --------------------------- | -------------------------------------- | --------------------- |
|                       |                       | 1                     | 157×66                | синий                 | Хосе Марти                  | Герб Кубы                              | 1949                  |
|                       |                       | 1                     | 145×62                | синий                 | Хосе Марти                  | Сбор и переработка сахарного тростника | 1956                  |
|                       |                       | 1                     | 132×57                | синий                 | Хосе Марти                  | Сбор и переработка сахарного тростника | 1959                  |
|                       |                       | 5                     | 157×66                | красный               | Максимо Гомес               | Герб Кубы                              | 1949                  |
|                       |                       | 5                     | 145×62                | зелёный               | Максимо Гомес               | Сбор и переработка табака              | 1958                  |
|                       |                       | 5                     | 157×66                | зелёный               | Максимо Гомес               | Герб Кубы                              | 1960                  |
|                       |                       | 10                    | 157×66                | коричневый            | Карлос Мануэль де Сеспедес  | Герб Кубы                              | 1949                  |
|                       |                       | 10                    | 157×66                | коричневый            | Карлос Мануэль де Сеспедес  | Молочные продукты                      | 1956                  |
|                       |                       | 20                    | 157×66                | зелёный               | Антонио Масео               | Герб Кубы                              | 1949                  |
|                       |                       | 100                   | 157×66                | серый                 | Франсиско Висенте Агилера   | Герб Кубы                              | 1950                  |
|                       |                       | 100                   | 157×66                | оранжевый             | Франсиско Висенте Агилера   | Герб Кубы                              | 1959                  |
|                       |                       | 500                   | 157×66                | красный               | Сальвадор Сиснерос Бетанкур | Герб Кубы                              | 1950                  |
|                       |                       | 1000                  | 157×66                | зелёный               | Томас Эстрада Пальма        | Герб Кубы                              | 1950                  |
|                       |                       | 10 000                | 157×66                | серый                 | Игнасио Аграмонте           | Герб Кубы                              | 1953                  |

### Выпуск 1961—1965 годов
Серия 1961 года вернулась к стилю первой серии American Bank Note, с портретом в центре лицевой стороны заключенным в вертикальный овал, по бокам овала — номинал словами. Слева внизу подпись президента банка, справа — министра финансов Роландо Диас Астанама.
| Серия 1961—1965 годов | Серия 1961—1965 годов | Серия 1961—1965 годов | Серия 1961—1965 годов | Серия 1961—1965 годов | Серия 1961—1965 годов      | Серия 1961—1965 годов                                              | Серия 1961—1965 годов |
| Изображения           | Изображения           | Номинал (песо)        | Размеры (мм)          | Основные цвета        | Описание                   | Описание                                                           | Год введения          |
| Лицевая сторона       | Оборотная сторона     | Номинал (песо)        | Размеры (мм)          | Основные цвета        | Лицевая сторона            | Оборотная сторона                                                  | Год введения          |
| --------------------- | --------------------- | --------------------- | --------------------- | --------------------- | -------------------------- | ------------------------------------------------------------------ | --------------------- |
|                       |                       | 1                     | 150×70                | оливковый             | Хосе Марти                 | Революционеры входят в Гавану 08.01.1959                           | 1961                  |
|                       |                       | 5                     | 150×70                | зелёный               | Антонио Масео              | Вторжение на Кубу (сентябрь-октябрь 1958 года)                     | 1961                  |
|                       |                       | 10                    | 150×70                | коричневый            | Максимо Гомес              | Гаванская декларация (02.09.1960)                                  | 1961                  |
|                       |                       | 20                    | 150×70                | синий                 | Камило Сьенфуэгос          | Высадка с «Гранмы» (02.10.1956)                                    | 1961                  |
|                       |                       | 50                    | 150×70                | фиолетовый            | Каликсто Гарсиа-и-Иньигес  | Национализация предприятий, принадлежащих иностранцам (06.08.1960) | 1961                  |
|                       |                       | 100                   | 150×70                | красный               | Карлос Мануэль де Сеспедес | Нападение на казармы Монкада (26.07.1953)                          | 1961                  |

### Выпуск 1967—1990 годов
| Серия 1967—1990 годов | Серия 1967—1990 годов | Серия 1967—1990 годов | Серия 1967—1990 годов | Серия 1967—1990 годов | Серия 1967—1990 годов | Серия 1967—1990 годов                          | Серия 1967—1990 годов |
| Изображения           | Изображения           | Номинал (песо)        | Размеры (мм)          | Основные цвета        | Описание              | Описание                                       | Год введения          |
| Лицевая сторона       | Оборотная сторона     | Номинал (песо)        | Размеры (мм)          | Основные цвета        | Лицевая сторона       | Оборотная сторона                              | Год введения          |
| --------------------- | --------------------- | --------------------- | --------------------- | --------------------- | --------------------- | ---------------------------------------------- | --------------------- |
|                       |                       | 1                     | 150×70                | оливковый             | Хосе Марти            | Революционеры входят в Гавану 08.01.1959       | 1967                  |
|                       |                       | 3                     | 150×70                | красный               | Эрнесто Че Гевара     | Че Гевара срезает сахарный тростник            | 1983                  |
|                       |                       | 5                     | 150×70                | зелёный               | Антонио Масео         | Вторжение на Кубу (сентябрь-октябрь 1958 года) | 1967                  |
|                       |                       | 10                    | 150×70                | коричневый            | иМаксимо Гомес        | Гаванская декларация (02.09.1960)              | 1967                  |
|                       |                       | 20                    | 150×70                | синий                 | Камило Сьенфуэгос     | Высадка с «Гранмы» (02.10.1956)                | 1971                  |

### Выпуск 1990 года
В 1990 году была выпущена новая серия банкнот. Все банкноты имеют одинаковый размер.
| Серия 1990 года | Серия 1990 года   | Серия 1990 года | Серия 1990 года | Серия 1990 года | Серия 1990 года   | Серия 1990 года                                                                        | Серия 1990 года |
| Изображения     | Изображения       | Номинал (песо)  | Размеры (мм)    | Основные цвета  | Описание          | Описание                                                                               | Год введения    |
| Лицевая сторона | Оборотная сторона | Номинал (песо)  | Размеры (мм)    | Основные цвета  | Лицевая сторона   | Оборотная сторона                                                                      | Год введения    |
| --------------- | ----------------- | --------------- | --------------- | --------------- | ----------------- | -------------------------------------------------------------------------------------- | --------------- |
|                 |                   | 5               | 150×70          | зелёный         | Антонио Масео     | Встреча Антонио Масео с испанским генералом Арсенио Мартинесем де Кампосом в 1878 году | 1991            |
|                 |                   | 10              | 150×70          | коричневый      | Максимо Гомес     | Люди с автоматами Калашникова и Кубинскими флагами                                     | 1991            |
|                 |                   | 20              | 150×70          | синий           | Камило Сьенфуэгос | Уборка бананов, полевые работы                                                         | 1991            |
|                 |                   | 50              | 150×70          | бордовый        | Каликсто Гарсия   | Центр генной инженерии и биотехнологий в Гаване                                        | 1990            |

### Выпуск 1995 года
В 1995 году были выпущены банкноты 1 и 3 песо с многоцветным оформлением. Все банкноты имеют одинаковый размер.
| Серия 1995 года | Серия 1995 года   | Серия 1995 года | Серия 1995 года | Серия 1995 года    | Серия 1995 года   | Серия 1995 года                     | Серия 1995 года |
| Изображения     | Изображения       | Номинал (песо)  | Размеры (мм)    | Основные цвета     | Описание          | Описание                            | Год введения    |
| Лицевая сторона | Оборотная сторона | Номинал (песо)  | Размеры (мм)    | Основные цвета     | Лицевая сторона   | Оборотная сторона                   | Год введения    |
| --------------- | ----------------- | --------------- | --------------- | ------------------ | ----------------- | ----------------------------------- | --------------- |
|                 |                   | 1               | 150×70          | голубой зелёный    | Хосе Марти        | Революционеры входят в Гавану       | 1995            |
|                 |                   | 3               | 150×70          | коричневый зелёный | Эрнесто Че Гевара | Че Гевара срезает сахарный тростник | 1995            |

### Выпуск 1997 года
В 1997 году был начат выпуск банкнот Центрального банка Кубы. Все банкноты имеют одинаковый размер.
| Серия 1997 года | Серия 1997 года | Серия 1997 года | Серия 1997 года | Серия 1997 года    | Серия 1997 года         | Серия 1997 года                                                                        | Серия 1997 года | Серия 1997 года |
| Аверс           | Реверс          | Номинал (песо)  | Размеры (мм)    | Основные цвета     | Описание                | Описание                                                                               | Год введения    |                 |
| Аверс           | Реверс          | Номинал (песо)  | Размеры (мм)    | Основные цвета     | Лицевая сторона         | Оборотная сторона                                                                      | Год введения    |                 |
| --------------- | --------------- | --------------- | --------------- | ------------------ | ----------------------- | -------------------------------------------------------------------------------------- | --------------- | --------------- |
|                 |                 | 1               | 150×70          | серый              | Хосе Марти              | Революционеры входят в Гавану                                                          | 2001            |                 |
|                 |                 | 3               | 150×70          | красный            | Эрнесто Че Гевара       | Че Гевара срезает сахарный тростник                                                    | 2004            |                 |
|                 |                 | 5               | 150×70          | зелёный            | Антонио Масео           | Встреча Антонио Масео с испанским генералом Арсенио Мартинесем де Кампосом в 1878 году | 1997            |                 |
|                 |                 | 10              | 150×70          | коричневый         | Максимо Гомес           | Люди с автоматами Калашникова и кубинскими флагами                                     | 1997            |                 |
|                 |                 | 20              | 150×70          | голубой            | Камило Сьенфуэгос       | Уборка бананов, полевые работы                                                         | 1998            |                 |
|                 |                 | 50              | 150×70          | фиолетовый         | Каликсто Гарсия         | Центр генной инженерии и биотехнологий в Гаване                                        | 1998            |                 |
|                 |                 | 100             | 150×70          | бордовый           | Карлос Мануэль Сеспедес | Статуя Хосе Марти и антиимпериалистическая трибуна в Гаване                            | 2001            |                 |
|                 |                 | 200             | 150×70          | оранжевый          | Франк Паис              | Школьный городок «26 июля» в Сантьяго-де-Куба                                          | 2010            |                 |
|                 |                 | 500             | 150×70          | зелёный            | Игнасио Аграмонте       | Конституционная ассамблея                                                              | 2010            |                 |
|                 |                 | 1000            | 150×70          | оранжевый бордовый | Хулио Антонио Мелья     | Гаванский университет                                                                  | 2010            |                 |

### Память о Хосе Марти
Национальный герой Кубы Хосе Марти традиционно уже более 58 лет изображается на всех купюрах номиналом 1 песо.
|                                                     |                                                     |                          |                          |
| 1 песо 1953 и 1956 годов (период диктатуры Батисты) | 1 песо 1953 и 1956 годов (период диктатуры Батисты) | 1 песо 1959 и 1960 годов | 1 песо 1959 и 1960 годов |

|                                                      |                                                      |                                                                    |                                                                    |
| 1 песо 1969 и 1995 годов (послереволюционный период) | 1 песо 1969 и 1995 годов (послереволюционный период) | 1 песо 2001 и юбилейного (150 лет со дня рождения Марти) 2003 года | 1 песо 2001 и юбилейного (150 лет со дня рождения Марти) 2003 года |

Также в 1953 году, при Батисте, были выпущены юбилейные монеты достоинством 25 и 50 сентаво к столетию со дня рождения Хосе Марти.

### Память о Че Геваре
8 октября на Кубе отмечают день Героического Партизана, таким образом вспоминая команданте Гевару и его подвиги.

#### Че Гевара на песо
В 1983 году была введена банкнота в 3 песо, на лицевой стороне которой был изображён Че Гевара. С тех пор он изображается на всех банкнотах и монетах этого номинала.
|                             |                             |                             |                             |
| Че Гевара на песо 1995 года | Че Гевара на песо 1995 года | Че Гевара на песо 2004 года | Че Гевара на песо 2004 года |

|                             |                             |                                                     |                                                     |
| Че Гевара на песо 1986 года | Че Гевара на песо 1986 года | Памятник Че Геваре на конвертируемых песо 1994 года | Памятник Че Геваре на конвертируемых песо 1994 года |